# لیان هانلی
لیان هانلی (انگلیسی: Leann Hunley؛ زادهٔ ۲۵ فوریهٔ ۱۹۵۵) یک هنرپیشه، و مانکن (فرد) اهل ایالات متحده آمریکا است. وی از سال ۱۹۷۷ میلادی تاکنون مشغول فعالیت بوده‌است.